# Never Stop
Never Stop (estilizado em caixa alta) é uma extended play (EP) colaborativo dos rappers norte-americanos King Combs, filho do rapper Sean "Diddy" Combs, e Kanye West. Foi lançado em 27 de junho de 2025 pela gravadora Goodfellas Entertainment. O projeto sucede o segundo EP de Combs, C3 (2023), assim como o décimo primeiro álbum de estúdio de West, Donda 2 (2025). É o primeiro projeto colaborativo de Combs, e o sexto de West.
Combs e West atuaram como produtores executivos do projeto, ao lado dos artistas principais. A filha de West, North, Jaas e the Hooligans participaram como convidados, sendo os dois primeiros na faixa promocional "Lonely Roads" e os últimos em "Diddy Free".

## Antecedentes
A faixa "Diddy Free" foi inicialmente criada para o próximo álbum de estúdio de West, In a Perfect World. Essa versão vazou em 18 de maio de 2025, após uma cópia do álbum (então chamado de Cuck) ser comprada por usuários do Discord por US$ 999, valor que foi doado ao Museu Memorial do Holocausto dos Estados Unidos. Um trecho da demo de referência da música, cantada por Dave Blunts, foi vazado em março de 2025.
Em 12 de junho de 2025, a CNN noticiou que West e King Combs haviam começado a trabalhar juntos após o primeiro tentar comparecer ao julgamento de Sean Combs. No dia seguinte, West apareceu brevemente no tribunal, mas deixou o local apenas 40 minutos depois.

## Composição
O EP, que mescla hip hop alternativo e trap, contém sete faixas — sendo o primeiro projeto de West com essa quantidade desde sua colaboração com Kid Cudi em Kids See Ghosts (lançado sob o nome do grupo de mesmo nome). É também o primeiro projeto colaborativo de Ye desde Vultures 2 com Ty Dolla Sign, sob o pseudônimo ¥$, e o primeiro de King Combs, que não lançava nada desde o álbum C3 (2023). Apesar de ser creditado como colaborativo, West atua principalmente como produtor e aparece como rapper apenas na faixa "People Like Me".

### Canções
O EP se inicia com "Lonely Roads", faixa que conta com a participação da filha de West, North West, e da cantora de Chicago, Jaas. A faixa seguinte, "Kim", é uma homenagem à falecida mãe de King Combs, Kim Porter.  "People Like Me" traz um verso de West, que adota uma persona "vilanesca", destacada pelo uso de um sample do filme Scarface (1983). O verso de Combs defende seu pai, afirmando: "meu pai é um malandro, não é minha culpa se o seu é um fracassado". A quarta faixa, "Diddy Free", defende a liberdade de Sean Combs, com um refrão repetido: "niggas não vão dormir até ver o Diddy livre". O verso de King Combs critica a cobertura midiática sobre sua família, com versos como: "Porra, por que tô nessas manchetes? / Se não sou eu, é meu pai ou minha mina."

## Promoção e lançamento
A música "Lonely Roads", originalmente intitulada "Lonely Roads Still Go to Sunshine", foi lançada como single promocional em 15 de março de 2025 no Twitter. A faixa recebeu atenção negativa da mídia, já que Sean Combs originalmente participava da música ao lado de North — o que foi visto como controverso devido às múltiplas acusações de má conduta sexual contra Combs. Além disso, West teria tentado apresentar sua filha a Combs, e teve um breve desentendimento com sua ex-esposa Kim Kardashian, que tentou impedir o lançamento da faixa nas plataformas de streaming. Apesar disso, Never Stop, incluindo "Lonely Roads", foi lançado nas plataformas Tidal, Apple Music e YouTube Music em 27 de junho de 2025.  Na noite anterior ao lançamento, West publicou no Twitter que um álbum de King Combs produzido por ele seria lançado à meia-noite.
A capa do álbum é uma fotografia da antiga sede da Bad Boy Worldwide, localizada em Nova Iorque. A imagem foi tirada em 24 de maio de 2020, enquanto o prédio passava por reformas. É possível ver uma pessoa em situação de rua deitada em um colchão próximo à entrada.

## Lista de faixas
Todas as músicas compostas por Kanye West.
| N.º            | Título                                                 | Letras                                                       | Música                                 | Duração |  |
| 1.             | "Lonely Roads" (com participação de North West e Jaas) | Carlos Coleman Justin Dior Combs North West Jasmine Williams | Combs Kanye West Mario Winans Stevie J | 3:25    |  |
| 2.             | "Kim"                                                  | Combs Rai Smith                                              |                                        | 1:40    |  |
| 3.             | "People Like Me"                                       | Combs West                                                   |                                        | 2:21    |  |
| 4.             | "Diddy Free"                                           | Combs Derrick Milano                                         |                                        | 2:05    |  |
| 5.             | "Repeat Me"                                            | Afolabi Rosiji Combs Milano                                  |                                        | 2:20    |  |
| 6.             | "The List"                                             | Rosiji Combs                                                 |                                        | 1:42    |  |
| 7.             | "Souls Outro"                                          | Rosiji Combs                                                 |                                        | 2:40    |  |
| Duração total: | Duração total:                                         | Duração total:                                               | Duração total:                         | 16:13   |  |

### Créditos de sample
- "People Like Me" contém um trecho do filme de 1983 Scarface.[8]

### Produtores não creditados
- Che Pope – "People Like Me"
- ProdByJuice – "People Like Me"
- Adey – "Souls Outro"[21]
- Hassan Khaffaf – "Souls Outro"[22]
- Olyevns – "Souls Outro"[22]